# 福井県道128号福井停車場米松線
福井県道128号福井停車場米松線（ふくいけんどう128ごう ふくいていしゃばよねまつせん）は、福井駅から福井口駅前を経て米松にいたる一般県道。

## 路線概要

### 路線データ
- 起点：福井駅前（西口）
- 終点：国道8号（福井市米松）

福井駅 - お泉水通り - 松本交差点 - 松本通り - 長本交差点 - 東環状線 - 国道8号交点

## 通過する自治体
- 福井県
  - 福井市

## 接続・交差する道路
- 福井県道11号福井停車場線（福井市大手二丁目・福井停車場、起点）
- 福井県道114号吉野福井線＜さくら通り＞（福井市大手二丁目・宝永交差点）
- お泉水通り（福井市宝永三丁目・松本交差点）
- 木田橋通り（福井市志比口三丁目・福井口交差点）
- 福井県道179号淵上志比口線＜板垣橋通り＞（福井市志比口三丁目・志比口交差点）
- 東環状線（福井市志比口三丁目・長本交差点）
- 国道8号（福井バイパス）（福井市丸山一丁目・丸山交差点）

## 別名
- お泉水通り（福井市）
- 松本通り（福井市）
- 東環状線（福井市）

## 沿線
- 福井駅
- 福井市立郷土歴史博物館
- 養浩館庭園
- えちぜん鉄道勝山永平寺線 福井口駅
- 福井県立病院